# Бријер ле Скеле
Бријер ле Скеле (фр. Brières-les-Scellés) насеље је и општина у Француској у региону Париски регион, у департману Есон која припада префектури Етан.
По подацима из 2011. године у општини је живело 1070 становника, а густина насељености је износила 123,7 становника/km². Општина се простире на површини од 8,65 km². Налази се на средњој надморској висини од 92 метара (максималној 153 m, а минималној 70 m).

## Демографија
| 1962. | 1968. | 1975. | 1982. | 1990. | 1999. | 2011. |
| ----- | ----- | ----- | ----- | ----- | ----- | ----- |
| 426   | 528   | 662   | 760   | 868   | 843   | 1.070 |

График промене броја становника у току последњих година